# Лісосмуга О. О. Ізмаїльського
Лісосму́га О. О. Ізмаї́льського — ботанічна пам'ятка природи місцевого значення в Україні. Розташована в межах Полтавського району Полтавської області, біля села Дячкове.
Площа 5 га. Віднесена рішенням Полтавської обласної ради від 27 жовтня 1994 року до об'єктів природно-заповідного фонду місцевого значення. Перебуває у віданні: Дібрівська сільська рада.
Довжина близько 1200 м. Координати кінцевих точок лісосмуги 49°46′25″ пн. ш. 34°14′41″ сх. д. / 49.77361° пн. ш. 34.24472° сх. д. та 49°47′5″ пн. ш. 34°14′59″ сх. д. / 49.78472° пн. ш. 34.24972° сх. д..
Від 1892 року під керівництвом віце-президента Полтавського товариства сільського господарства О. О. Ізмаїльського були розпочаті роботи по впорядкуванню агроландшафту — створенню лісосмуг і залісненню вершин ярів у маєтку князя Кочубея поблизу села Дячкове. Теоретичним підґрунтям робіт були результати досліджень О. Ізмаїльського, викладені у його роботі «Як висох наш степ (попереднє повідомлення про результати досліджень вологості ґрунту в Полтавській губернії 1886–1893 р.р.)»

## Галерея

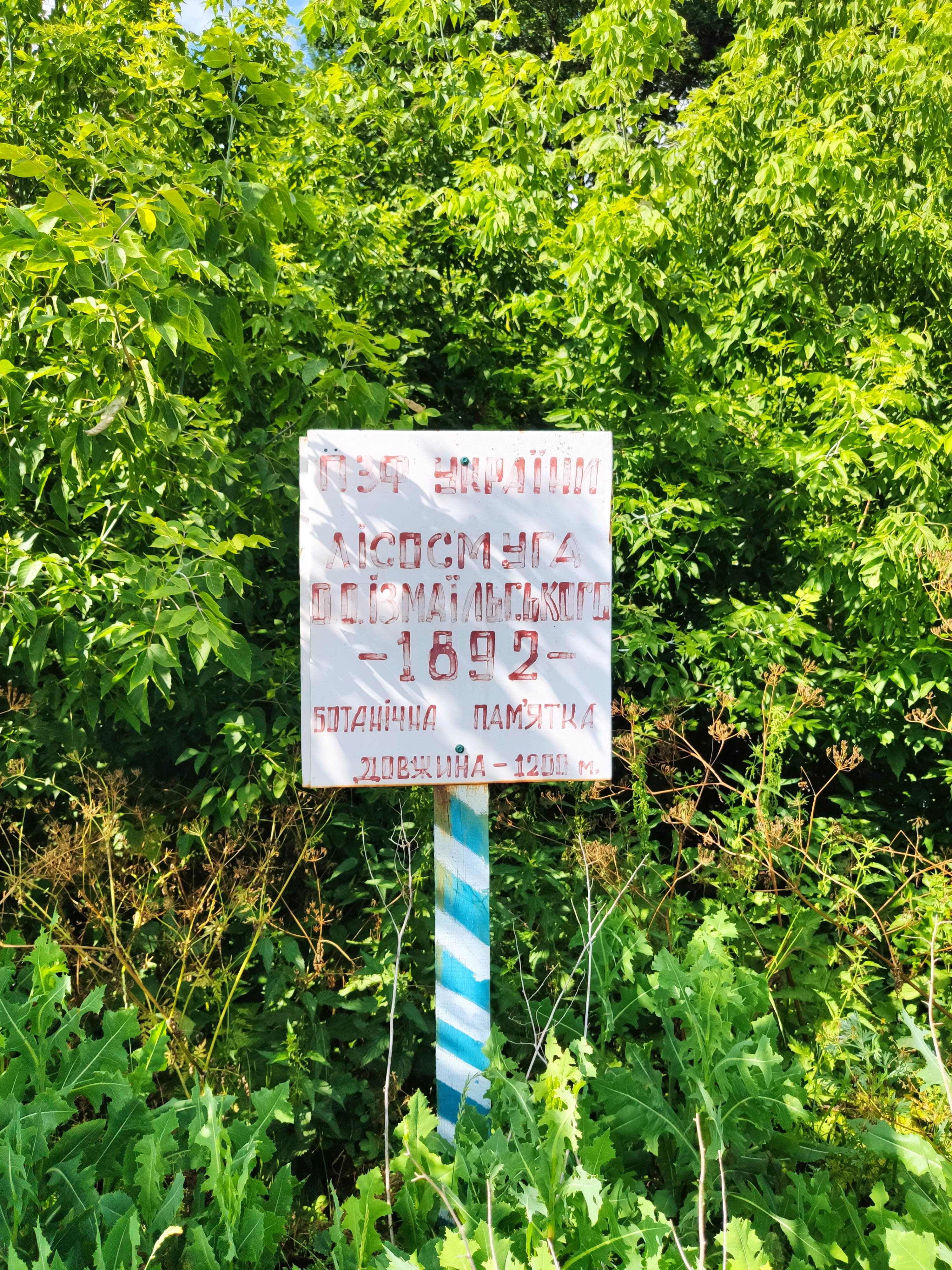
Табличка з інформацією
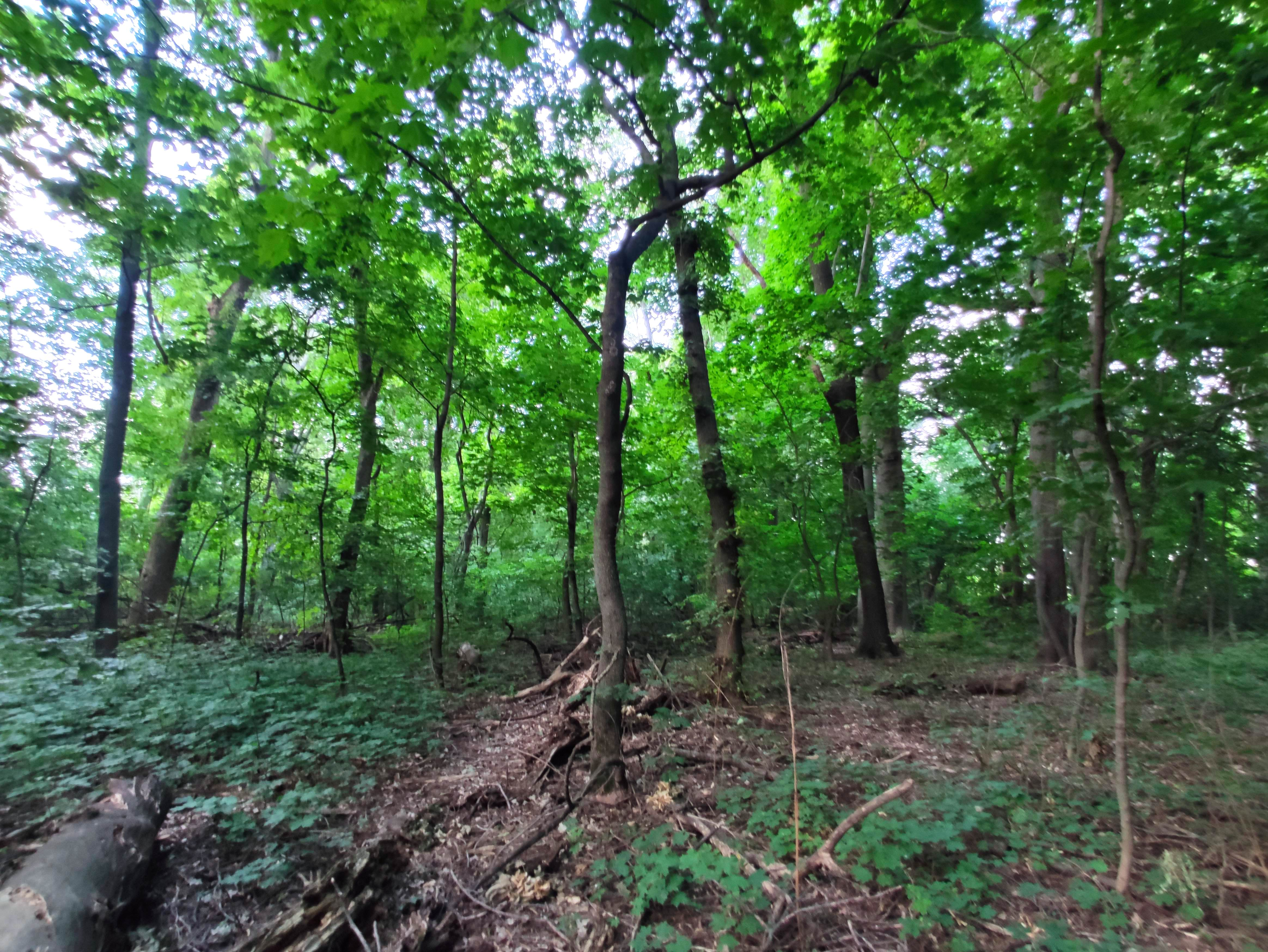
В царстві лісосмуги
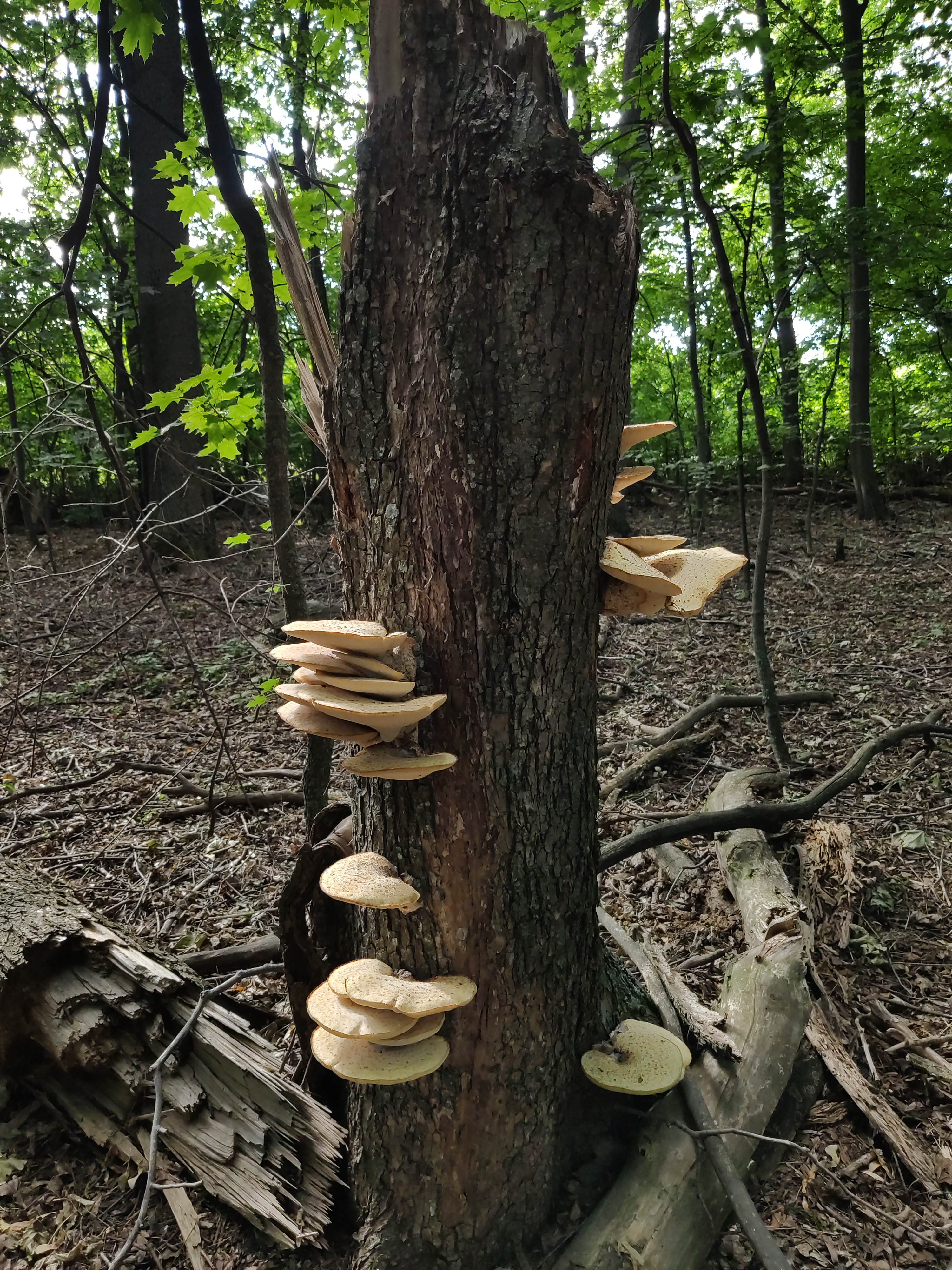
Трутовик сірчано-жовтий на відмерлому дереві
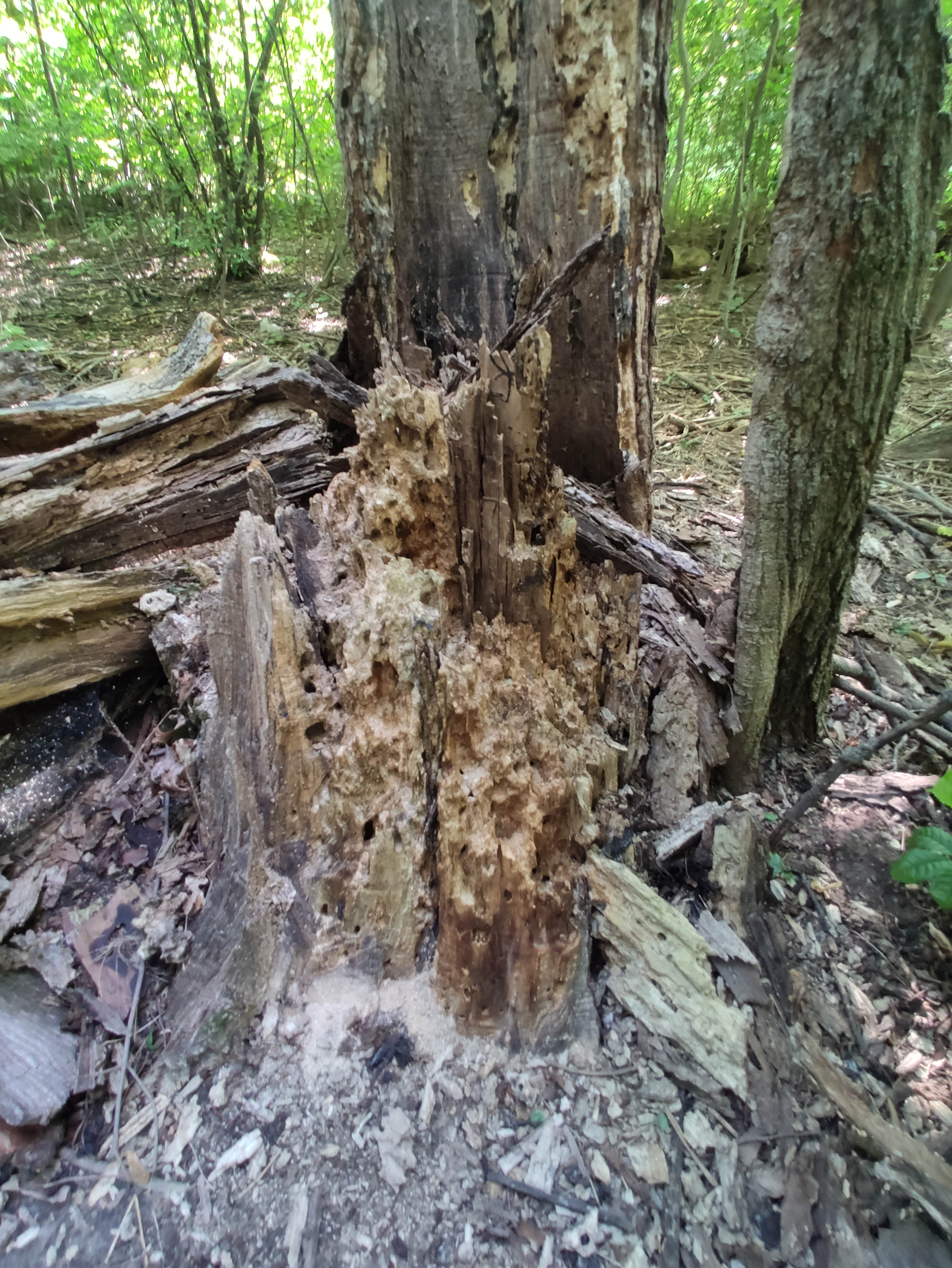
Відмерла деревина